# Palazzo Cittadini Stampa
Il Palazzo Cittadini Stampa o Palazzo Stampa è un edificio storico dell'abbiatense collocato sulla sponda destra del Naviglio Grande nella frazione di Castelletto di Abbiategrasso, nota anche come Castelletto Mendosio, piccolo borgo della provincia di Milano.
Il complesso, situato nel Parco Naturale lombardo della Valle del Ticino è stato oggetto dopo anni di abbandono e degrado, di un importante intervento di recupero a partire dal 2008, e dal 2015 è sede della Fondazione per Leggere, ente promotore di iniziative di pubblica lettura nelle biblioteche sud ovest di Milano.

## Storia
La denominazione del palazzo porta in sé traccia delle vicende del complesso architettonico e delle due famiglie che ne sono state proprietarie: i Cittadini e gli Stampa.
Il territorio lungo il Naviglio era stato interessato, specialmente a partire dal XVII secolo, da un crescente afflusso di famiglie cittadine verso terre in grado di assicurare loro una maggiore prosperità economica. Gli investimenti in queste zone, favoriti da un sistema di privilegi da parte delle autorità, attiravano quei ceti che, desiderosi di consolidare la propria posizione sociale, vedevano in quei luoghi la possibilità di legittimazione della propria casata. La costruzione di residenze di campagna diventava così funzionale al riconoscimento sociale di una famiglia, oltre a garantirne un solido e sicuro collocamento di capitali.

### I Cittadini
La nobile famiglia milanese dei Cittadini, mercanti di lana e drappieri, furono tra coloro che legarono la loro storia a quella delle terre attorno al Naviglio, stabilendosi a Castelletto, un piccolo centro abitato formatosi tra la fine del XII secolo e gli inizi del XIII durante l’escavazione del canale. Per la sua posizione strategica alle porte di Milano, era stato dotato di un piccolo castello provvisto di una torre (da cui il nome di Castelletto).
La presenza dei Cittadini nell'abbiatense è attestata in un documento del 1476 dove viene concesso un privilegio ducale sui beni di Castelletto a Filippo Cittadini, capostipite della famiglia, privilegio successivamente confermato da Gian Galeazzo Maria Sforza nel 1491. Non è nota la data di edificazione del palazzo, ma con ogni probabilità fu Filippo ad avviare i lavori di trasformazione e ampliamento dell’antica torre difensiva esistente, inglobandola nel palazzo in costruzione. Un riferimento decisivo per le sorti future dell'edificio è rintracciabile nel suo testamento - datato 1493 - con il quale, per consolidare il patrimonio di famiglia, egli designa il passaggio delle proprietà e delle terre ai figli Giovanni Francesco e Giovanni Giacomo, disponendo al contempo un fidecommesso, in modo tale da creare un vincolo di inalienabilità perenne su gran parte dei beni della famiglia.
Nel corso del Seicento, i Cittadini, insigniti di importanti cariche pubbliche nel governo locale continuarono a incrementare il proprio prestigio e parimenti ad ampliare la loro residenza. Tra il 1640 e il 1680, il complesso di Palazzo Cittadini conosce il periodo di massima espansione grazie agli interventi voluti dai fratelli Gerolamo e Ludovico Cittadini, figli di Giovanni Francesco, a loro fa seguito Giuseppe Cittadini, prelato che nel testamento del 1697 descrive il palazzo sul Naviglio come propria dimora e accennando anche a un oratorio (ora non più esistente), intitolato a Santa Maria Assunta e destinato alla devozione privata della famiglia.
Con la metà del Settecento la fiorente crescita del casato subisce una battuta d'arresto: le ingenti spese per le doti femminili e l'accumulo di debiti, costringono i membri della famiglia Cittadini a cedere alcune proprietà, con l'eccezione del palazzo e dell'oratorio, vincolati dalla disposizione testamentaria dell'antenato Filippo. Ma nel 1751, appellandosi al Senato milanese, gli eredi ottengono l'annullamento del fidecommesso e vendono una prima parte delle proprietà a un membro della famiglia Visconti, Caterina Visconti, figlia di Carlo Antonio. Tuttavia l'iniziativa non è sufficiente a colmare le continue perdite finanziarie e nel 1758 gli eredi si vedono costretti a cedere anche il giardino e diversi campi nelle adiacenze della villa. Nel 1792, con la morte di Giovanni Cittadini, la famiglia perde il suo ultimo esponente. Senza eredi, la famiglia Cittadini rinuncia definitivamente al controllo sul territorio abbiatense lasciando gli ultimi possedimenti rimasti che, con successivi passaggi ereditari, finiscono nella mani della famiglia degli Stampa.

### Gli Stampa a Castelletto

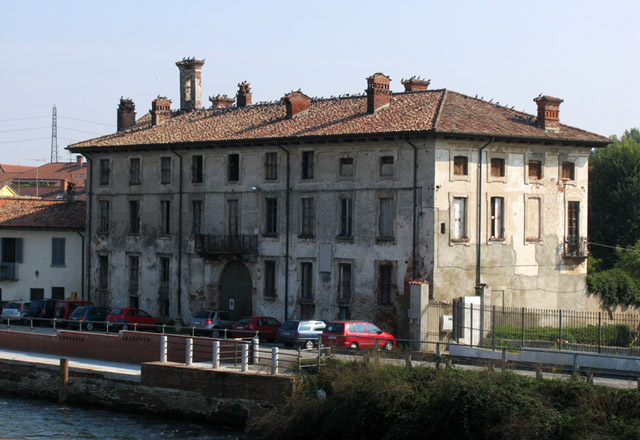
Palazzo Cittadini Stampa come appariva nel 2006 prima dell'inizio dei restauri

Agli inizi dell'Ottocento è la nipote di Caterina Visconti, Costanza, insieme al marito Giuliano Baronio, l'erede universale di tutte le proprietà della zia. Sarà poi la figlia di Costanza, Laura Baronio, a segnare l'inizio di una nuova continuità nella storia della villa, andando in sposa a Gaspare Stampa nel 1835 e portando in dote il Palazzo: è il definitivo passaggio della proprietà alla famiglia Stampa.
Gaspare Stampa, sostenitore del programma politico di Giuseppe Mazzini e della Giovine Italia, ricopre importanti cariche nelle amministrazioni locali contribuendo attivamente ai progetti educativi popolari del territorio e trasforma Palazzo Stampa in un luogo di incontro e rifugio di molti patrioti in lotta per l'Unità d'Italia. Tra i suoi ospiti più illustri in quegli anni vi sono Giuseppe Garibaldi oltre allo stesso Mazzini. Dopo la morte di Gaspare, nel 1874, il palazzo passa alla figlia Eugenia che nel suo testamento, nel dicembre 1920, cede il Palazzo alla Congregazione della Carità di Abbiategrasso (in seguito E.C.A. Ente Comunale di Assistenza) cui il padre era stato originariamente membro, con l'indicazione di destinarlo ad asilo infantile, progetto poi non andato a buon fine. L'edificio, ormai di proprietà pubblica, viene invece modificato per essere destinato ad alloggi popolari.
Dal 1950 Palazzo Stampa è sottoposto a vincolo monumentale ma ciononostante, l'edificio ha continuato ad essere oggetto di alterazioni da parte degli inquilini, che ne compromettono la stabilità. Le condizioni sempre più precarie della struttura hanno reso necessario nel corso degli anni Settanta del secolo scorso, uno sgombero dei locali con un divieto di accesso allo stabile seguito da una richiesta del Comune alla Soprintendenza per attuare un restauro conservativo. Il progetto di intervento tuttavia non ha visto la luce per via di ritardi e ostacoli di tipo burocratico (l'unico intervento strutturale viene fatto sul tetto nel 1980).
Nei primi anni 2000, l'Università degli Studi di Milano, sigla un accordo programmatico con la Regione Lombardia, Provincia di Milano e il Comune di Abbiategrasso per trasformare le ampie sale di Palazzo Stampa in aule universitarie e creare a Castelletto un nuovo polo universitario, succursale delle Facoltà di Lettere e Scienze Naturali. Il progetto non è mai stato realizzato. Solo nel 2008 hanno preso il via i lavori di recupero e riqualificazione di tutto il quartiere. I restauri conclusi nel 2014, hanno permesso di restituire l'antica dimora alla comunità locale come luogo culturale e storico tra i più importanti del territorio.

## Descrizione

### Esterno

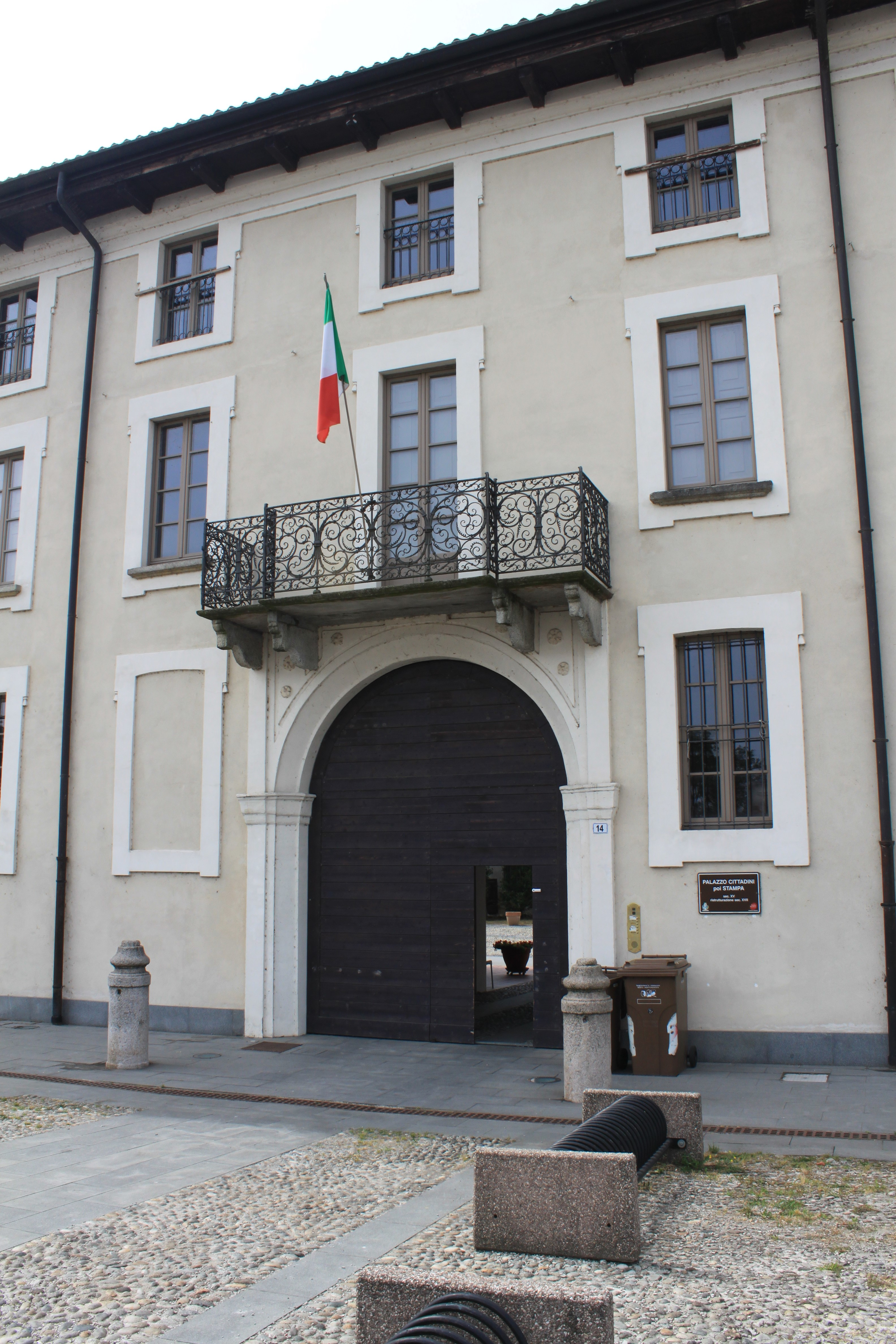
Palazzo Cittadini Stampa particolare dell'ingresso con il balcone

L'imponente edificio a pianta rettangolare su tre piani domina con la sua facciata semplice e lineare un lungo tratto del Naviglio Grande, sviluppandosi per oltre trenta metri di lunghezza parallelamente al canale, e oltre undici metri in altezza con una profondità di dodici metri.
Il restauro ha permesso di ricostruire la stratigrafia dell'edificio ed ha dimostrato che la struttura è il risultato di più fasi di interventi di ampliamento e modifiche che si sono avvicendati nei secoli. Un primo nucleo di costruzione è stato individuato nelle tracce dell'antica torre duecentesca a conferma dell'impianto castellano e difensivo del Palazzo emerso nelle fondamenta databili al XV secolo, successivamente ampliate donando una forma rettangolare a tutto il complesso. L'intento di trasformazione della casa di campagna in villa signorile sarebbe riconducibile alle variazioni seicentesche che dovevano soddisfare le nuove esigenze di dimora di villeggiatura e villa di rappresentanza.

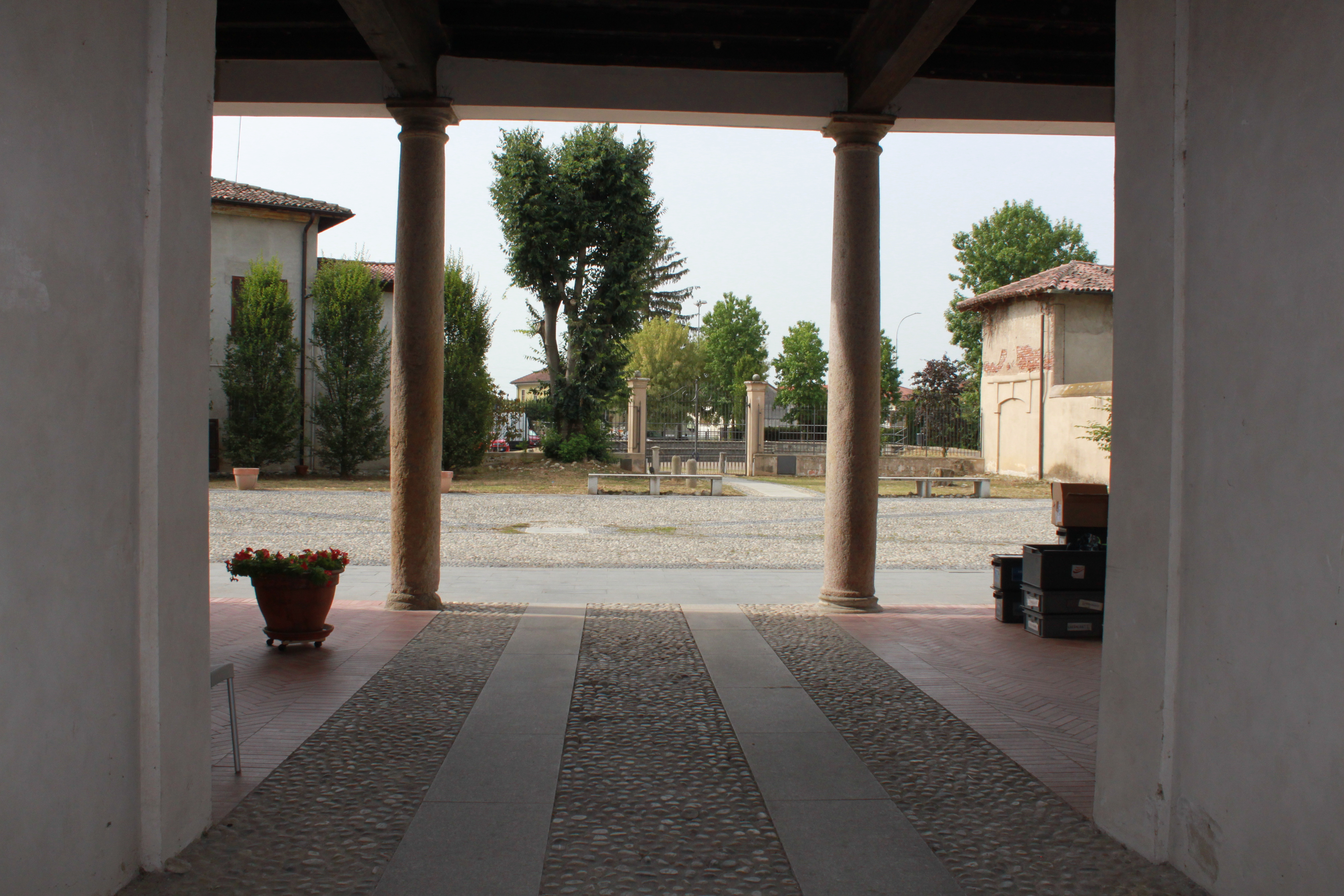
Palazzo Cittadini Stampa particolare dell'androne e del cortile interno

Gli interventi ottocenteschi e soprattutto novecenteschi hanno suddiviso gli spazi e sacrificato le parti più antiche del fabbricato alla nuova destinazione degli ambienti ad appartamenti di pubblica proprietà. I restauri hanno tentato di recuperare e portare alla luce quanto più possibile dell'antico fabbricato.

### Interno
L'ingresso principale a pochi metri dal Naviglio è sormontato da un balcone in ferro battuto. Attraverso l'androne si accede al cortile interno che non conserva più il suo aspetto originario di luogo adibito alla rimessa delle carrozze e ricovero dei cavalli. Alla sinistra dell'androne si arriva alla scala che porta direttamente ai saloni di rappresentanza collocati sopra al porticato del corpo centrale. Nella parte sinistra del portico sono collocati gli ingressi alle sale del piano terreno e da uno scalone interno è possibile raggiungere gli ambienti del primo piano decorati.

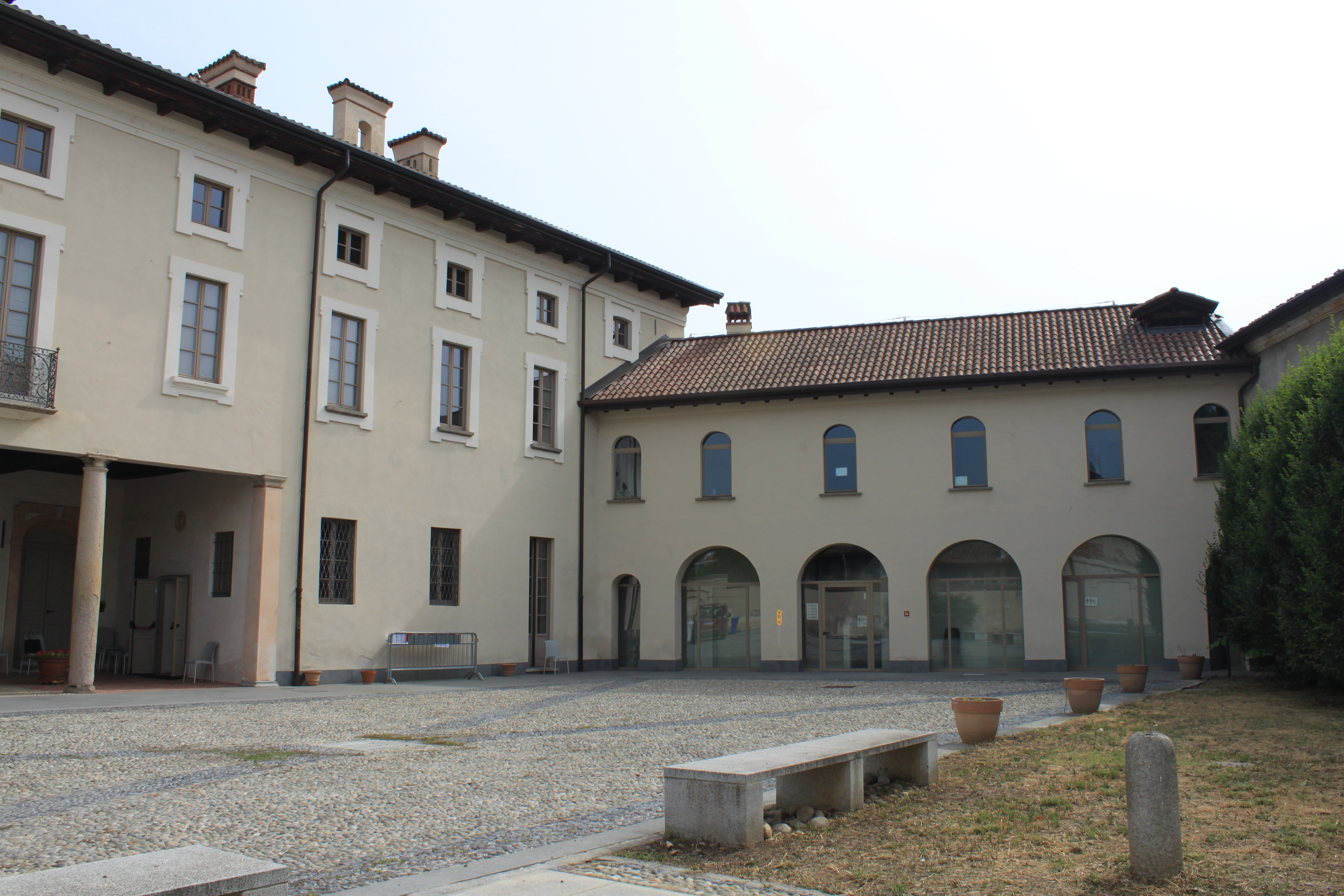
Palazzo Cittadini Stampa vista dal cortile interno, la zona dell'ex ricovero delle carrozze

#### Gli affreschi
Al piano nobile dell'edificio sono presenti gli affreschi della Villa Cittadini Stampa, realizzati negli ambienti di rappresentanza destinati ad accogliere gli ospiti e svolgere anche incontri ufficiali. Si tratta di spazi privati attraverso i quali la famiglia dialogava con l'esterno e celebrava l'identità del proprio casato suggellando il suo legame con il territorio circostante. I restauri hanno permesso, attraverso un'attenta integrazione pittorica, di rileggere il ciclo decorativo nella sua interezza e valorizzarne il significato.
Le superfici affrescate rinvenute interessano principalmente tre ambienti: quello del salone principale, posto sopra il loggiato con l'affaccio diretto del balcone sull'ingresso principale, e altri due locali collocati a ovest dell'edificio con le finestre rivolte sul giardino e verso la strada.
I fregi, opera dell'artista Abbondio Brasca che appone la sua firma e li data 1697, si concentrano nella parte superiore delle pareti e scorrono come fascia decorativa al di sotto del soffitto seicentesco a cassettoni. Le cornici dipinte aprono su scene mitologiche e vedute paesaggistiche che evocano ambienti terrestri e marini di impatto scenografico, insistono sul tema della natura, la campagna e le acque rinsaldando il rapporto del Palazzo con il Naviglio e le sue zone.

## Filmografia
- Alcune scene del film di Ermanno Olmi, L'albero degli zoccoli (1978) sono state girate nel piccolo porto antistante l'edificio per ricostruire l'ambientazione del porto di Milano.[25]